# Leslie Banning
Leslie Banning, auch Leslye Banning geschrieben (* 15. November 1930 in Los Angeles, Kalifornien als Mary Louise Welch; † 22. Juli 2014 in Simi Valley, Kalifornien) war eine US-amerikanische Schauspielerin.

## Leben
Mary Louise Welch wuchs im Los Angeles County auf und absolvierte ihren Abschluss an der Glendale High School. Im Alter von 19 Jahren erhielt sie 1949 einen Vertrag bei Universal Pictures und war im selben Jahr unter dem Künstlernamen Leslie Banning in ihrem ersten Film Renegades of the Sage zu sehen. Die erste Hauptrolle folgte 1951 im Western Cactus Caravan.
In den folgenden Jahren wirkte Banning als Darstellerin in insgesamt 18 Filmen und Fernsehserien mit. Unter anderem was sie die Hauptdarstellerin mehrerer Western. Sie war jedoch auch in Komödien und Liebesfilmen zu sehen. Einen der bekanntesten Auftritte ihrer Laufbahn hatte Banning 1951 in der Rolle der Jennie Stone im Film noir Ein Satansweib an der Seite von Robert Mitchum. Nach Im Lande Zorros (1956) beendete sie ihre Filmkarriere. Banning blieb jedoch als Schauspielerin aktiv und wurde Teil der kleinen Theatergruppe Simi Valley Horizon Players, mit der sie unter anderem 1975 das Musical Hello, Dolly! aufführte.
1949 heiratete Leslie Banning Wallace Russell, den Bruder der Schauspielerin Jane Russell. Die Ehe wurde zu einem späteren Zeitpunkt geschieden. In zweiter Ehe war sie seit 1960 mit dem Lehrer Keith E. Rogers verheiratet und wurde siebenfache Mutter. Das Paar zog nach Simi Valley, wo Banning unter dem Namen Mary Lou Rogers lebte. Dort starb sie am 22. Juli 2014 im Alter von 83 Jahren.

## Filmografie (Auswahl)
- 1949: Renegades of the Sage
- 1950: Dangerous Inheritance
- 1950: Die Männerfeindin (A Woman of Distinction)
- 1950: Girls’ School
- 1950: Hurricane at Pilgrim Hill
- 1951: Ein Satansweib (His Kind of Woman)
- 1951: U-Kreuzer Tigerhai (Submarine Command)
- 1952: Black Hills Ambush
- 1956: Im Lande Zorros (Stagecoach to Fury)